# Amour défendu (chanson)
Singles de Mireille Mathieu
Une fille cousue de fil blanc
(1977) Mille colombes
(1977)
Pistes de Sentimentalement vôtre
Un oiseau chante Le strapontin
Amour défendu est une chanson de la chanteuse française Mireille Mathieu sortie en 1977 en France chez Philips. Écrite par le parolier Eddy Marnay, cette chanson est l'une des premières collaborations entre le parolier et la demoiselle d'Avignon. Une version allemande fut également enregistrée sous le titre de Walzer der Liebe.
La face B du disque, Le vieux café de la rue d'Amérique, fut également enregistrée par Joe Dassin en 1977 sous un titre différent, Le café des trois colombes et avec des paroles différentes. Mais elle fut également chantée la même année en allemand par Peter Alexander sous le titre de Die kleine Kneipe.